# گیدو ون لیست
گیدو ون لیست با نام کامل «گیدو کارل آنتون لیست» (به انگلیسی: Guido Karl Anton List) (زاده ۵ اکتبر ۱۸۴۸ - درگذشته ۱۷ مه ۱۹۱۹)، یک غیب‌ساز، روزنامه‌نگار، نمایشنامه‌نویس و رمان‌نویس اتریشی بود.